# Slaget vid Dunbar (1296)
Slaget vid Dunbar utkämpades under skotska frihetskriget och vanns av den engelske kungen Edward Longshanks. Segern över den skotska armén var så stor att Longshanks inom kort kunde ockupera hela Skottland.

## Slaget
Den skotska armén hade passerat en ravin och besatt en höjdpunkt på en kulle. Där från höjden väntade skottarna in engelsmännen. När engelska armen inträdde på området gav befälhavaren John de Warenne, 7:e earl av Surrey order om att engelska armen skulle flytta sig till en lägre mark. Då fick skottarna intrycket av att engelsmännen gick till reträtt och de rusade i oordning nedför kullen mot engelsmännen. Dessa var emellertid väl organiserade i sina led och i en enda anfallsvåg lyckades de vinna överlägsenhet. Många skottar togs till fånga, resten flydde. De flesta skottarna dödades när Skottland ockuperades efter slaget.